# 8496 Яндлсміт
8496 Яндлсміт (8496 Jandlsmith) — астероїд головного поясу, відкритий 16 серпня 1990 року.
Тіссеранів параметр щодо Юпітера — 3,183.